# Wormaldia kadowakii
Wormaldia kadowakii là một loài Trichoptera trong họ Philopotamidae. Chúng phân bố ở miền Cổ bắc.